# Safet Hadžić (Fußballspieler, 1972)
Safet Hadžić (serbisch-kyrillisch Сафет Хаџић; * 16. August 1972) ist ein ehemaliger jugoslawischer Fußballspieler.
In der Spielzeit 1991/92 der damals zweigleisigen 2. Fußball-Bundesliga absolvierte der Mittelfeldspieler einen Einsatz als Einwechselspieler in der Abstiegsrunde der Nordgruppe. In Online-Datenbanken und Websites wie Weltfussball.de oder Transfermarkt.de sind über diese Spielzeit hinaus keine weiteren Vereine und Einsätze verzeichnet.